# 우주왕복선 메인 엔진

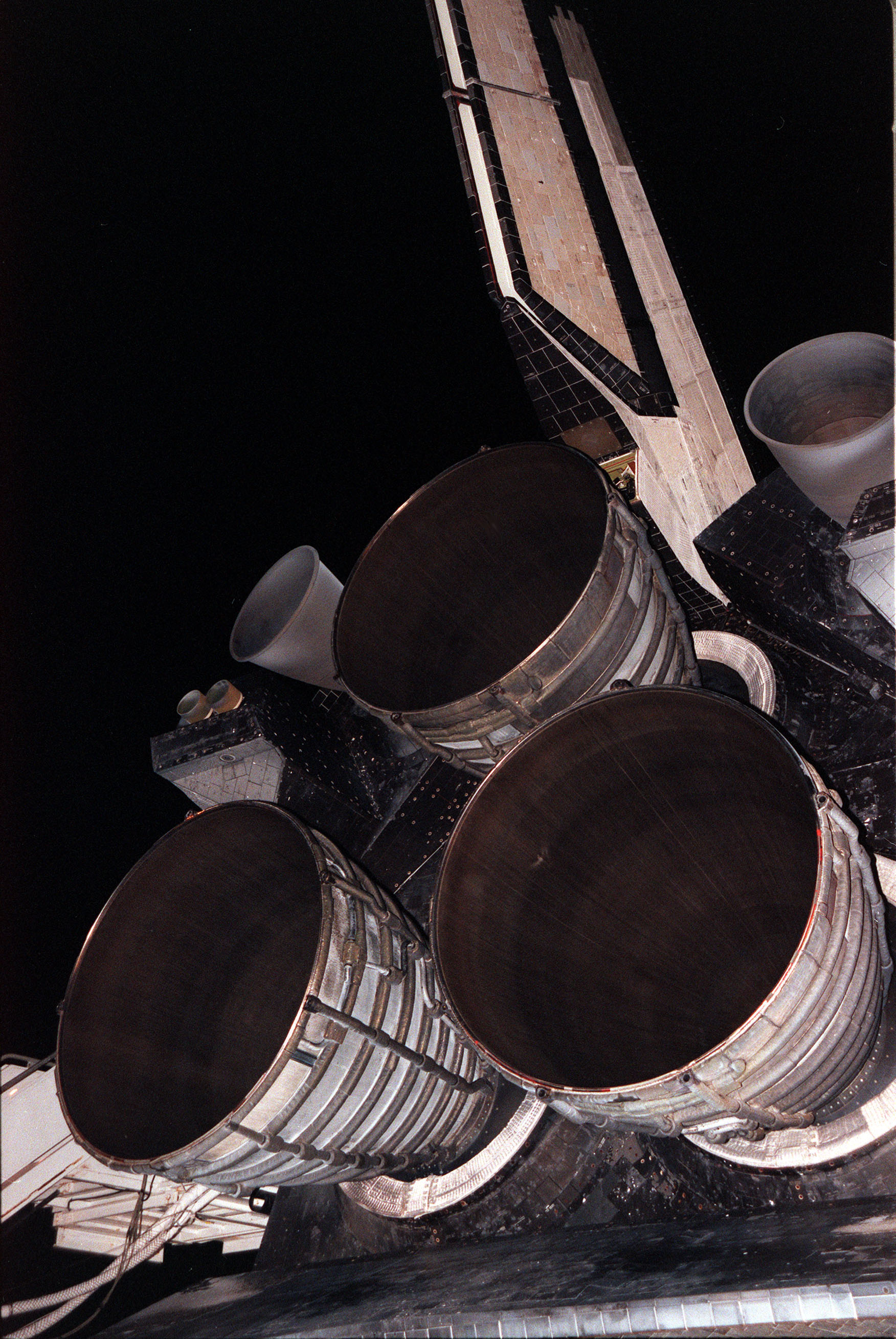
우주왕복선 메인 엔진

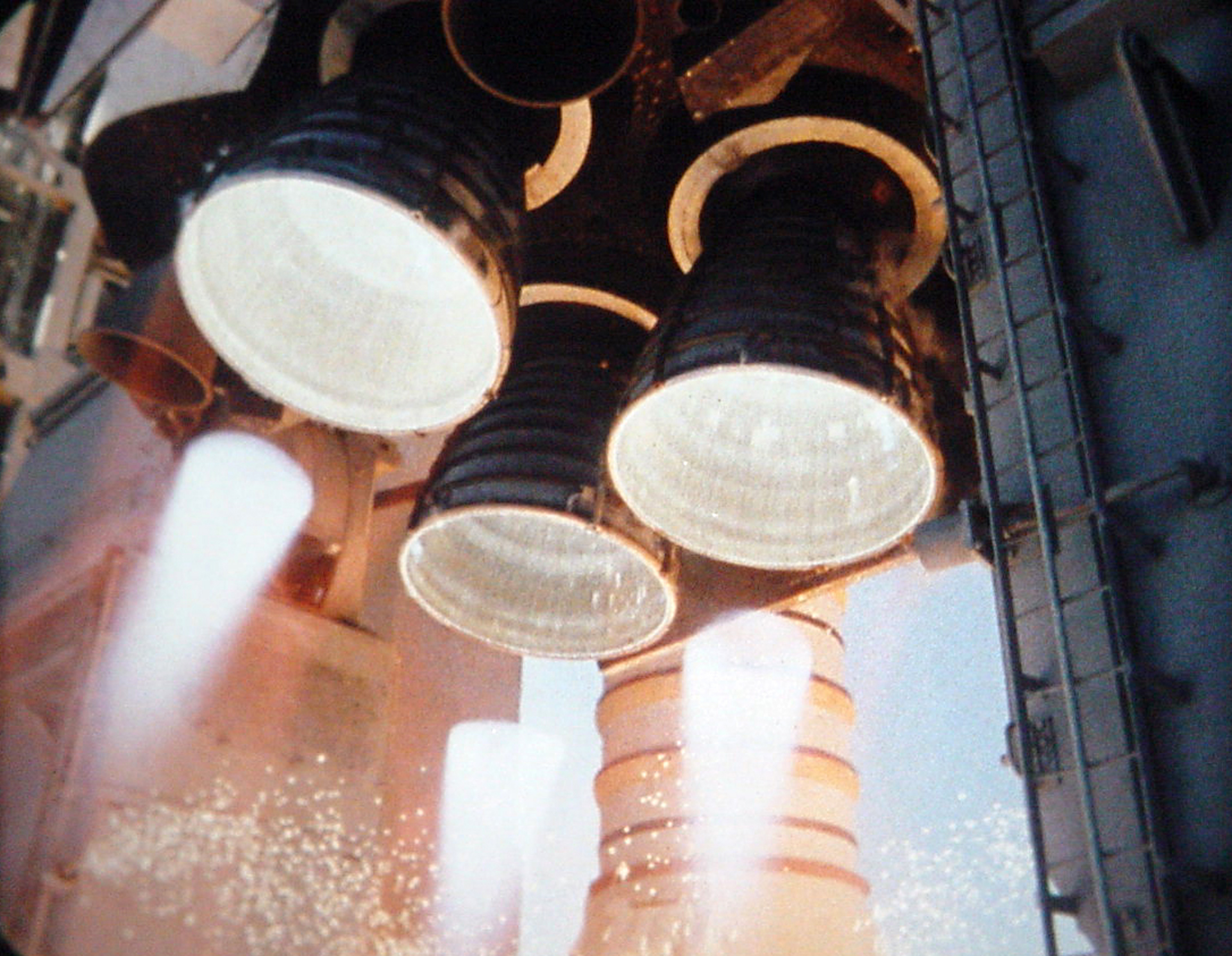
우주왕복선 메인 엔진은 이륙시에만 점화하고, 착륙시엔 무동력 활강 비행으로 하강한다

우주왕복선 메인 엔진(Space Shuttle main engine, SSME)은 미국 우주왕복선에 3개가 장착된 에어로젯 로켓다인 RS-25 로켓 엔진을 말한다.

## 역사
2011년 7월 8일, 마지막 우주왕복선 임무인 STS-135를 위해 애틀랜티스 우주왕복선이 발사되었다. 마지막으로 SSME가 사용되었다. 고비용 저효율의 문제로 우주왕복선이 퇴역했다. 1981년 4월 12일 컬럼비아 우주왕복선의 STS-1 발사 이후, SSME는 30년간 사용되었다.

### SLS
NASA는 2018년 11월 최초발사될 미국의 차세대 SLS 로켓 1단에 SSME 4개를 사용할 계획이다. 양 옆에 부착할 고체연료 부스터도 우주왕복선 부스터를 개량한 것이다. SLS 로켓 블록 2는 지구 저궤도 130톤 화물 운송능력이 있다.
- 우주왕복선: 지구 저궤도 109톤, SSME 3개, 우주왕복선 부스터 2개
- SLS 로켓 블록 2: 지구 저궤도 130톤, SSME 4개, 우주왕복선 부스터 2개

우주왕복선의 109톤은 비행기 자체 무게가 있어서, 실제 화물은 25톤이다.